# Seil
Seil es una isla de la islas Slate, ubicada al este de Argyll, en Escocia. Es parte de las Hébridas Interiores. La isla está unida a las tierras escocesas desde 1792 a través del Puente Clachan (Clachan Bridge), que fue construido por el ingeniero Robert Mylne. El puente es conocido como El Puente sobre el Atlántico y hoy en día aún es utilizado. Éste, a comienzos de verano se cubre de dedaleras.
El mayor asentamiento en Seil es Ellenabeich, donde partes de la película Ring of Bright Water fue filmada. Otra villa es Balvicar.

## Geografía
Seil es una isla de la costa oeste de Escocia, perteneciente al archipiélago de las Hébridas Interiores. Está separada del continente por un estrecho canal marítimo, sobre el que se extiende el puente de Clachan, una elegante estructura jorobada del siglo XVIII, popularmente conocida como el "Puente sobre el Atlántico".
El principal asentamiento de la isla es Ellenabeich, una aldea compuesta por hileras de casas blancas construidas originalmente para los trabajadores de las canteras de pizarra. Estas viviendas se encuentran al pie de acantilados oscuros en el extremo occidental de la isla. A menudo, Ellenabeich es confundida con la vecina isla de Easdale, debido a su historia compartida en torno a la industria pizarrera. La aldea ha sido escenario de producciones cinematográficas y televisivas, como Para Handy y Ring of Bright Water.

## Sitios de Interés
Entre sus principales atracciones se encuentran los jardines de An Cala, conocidos por sus azaleas y cerezos japoneses en flor durante el verano, y el Centro del Patrimonio de las Islas Escocesas de Pizarra, ubicado en una de las tradicionales casas blancas del pueblo.
La isla de Seil también dispone de un campo de golf de 9 hoyos y un fondeadero popular entre navegantes en Phuilladobhrain, en Balvicar, en la costa este de la isla.